# Luis Garrido
Luis Garrido (Tegucigalpa, 5 novembre 1990) è un calciatore honduregno, centrocampista del Victoria.

## Carriera

### Club
Dopo aver precedentemente giocato nella prima divisione honduregna, nel febbraio del 2013 si è trasferito nella prima divisione serba alla Stella Rossa, con la cui maglia ha esordito il 24 febbraio; alla fine della stagione 2012-2013 torna poi in Honduras all'Olimpia (sua vecchia squadra prima del passaggio alla Stella Rossa), con cui gioca tra l'altro anche 3 partite nella CONCACAF Champions League.
Nell'estate del 2014 passa poi agli Houston Dynamo, squadra della MLS, campionato in cui tra il 2014 ed il 2015 gioca in totale 40 partite. Tra il 2016 ed il 2017 gioca nuovamente in patria con l'Olimpia; in questa terza esperienza nel club gioca tra l'altro ulteriori 2 partite nella CONCACAF Champions League. Dopo aver trascorso due stagioni e mezza nella prima divisione della Costa Rica all'Alajuelense (73 presenze totali in incontri di campionato), il 9 gennaio 2020 si trasferisce al Córdoba, club della seconda divisione spagnola; dopo una sola presenza, alla fine della stagione 2019-2020 torna però in patria, al Marathón, con cui nel 2021 gioca anche una partita in CONCACAF Champions League. Continua a giocare in Honduras in prima divisione anche negli anni successivi, con vari altri club.

### Nazionale
Ha giocato nella nazionale honduregna Under-20 ed in quella Under-23.
Nel 2012 ha partecipato ai Giochi Olimpici di Londra.
Il 13 ottobre 2012 esordisce con la nazionale maggiore nella partita pareggiata per 0-0 nelle qualificazioni ai Mondiali del 2014 contro Panama. Il successivo 16 ottobre scende in campo nella partita vinta per 8-1 contro il Canada. È nella lista dei convocati per la CONCACAF Gold Cup del 2013 ed in quella per i mondiali di Brasile 2014. In seguito ha partecipato alla Gold Cup anche nel 2015 e nel 2019.

## Palmarès

### Club

#### Competizioni nazionali
- Campionato honduregno: 4

Olimpia: 2009-2010, 2010-2011, 2011-2012, 2012-2013